# Pericallia clavatus
Pericallia clavatus là một loài bướm đêm thuộc phân họ Arctiinae, họ Erebidae.